# Tommy Wright III
Tommy Wright III est un rappeur et producteur de musique américain né le 6 mai 1976.

## Biographie
Tommy Wright III naît le 6 mai 1976 au sein d'une famille de sourds. Il est fils unique. Sa mère, Erma Lewis-Ivie, est postière, et son père, Tommy Wright Jr, est employé dans une fabrique de produits en métal et en plastique. D'après Tommy Wright III, ses parents font partie d'une église baptiste de sourds au sein de laquelle ils jouent dans une chorale qui interprète des chansons en langue des signes. Durant son enfance, il développe une passion pour la musique. Il joue du trombone, du tuba et du saxophone baryton. D'après lui, du milieu à la fin des années 1980, son voisin le disc jockey Disco Hound le fait entrer dans les discothèques de Memphis, dans lesquelles il découvre le hip-hop.
Tommy Wright III enregistre son premier album, Still Not Quite Human, en 1990. À 15 ans, il vit dans un logement social dans le quartier de Riverside à Memphis. Il dit y avoir connu beaucoup de problèmes, y avoir perdu de la famille et y avoir connu ses premiers amours. Il déménage ensuite dans le quartier de Whitehaven, où il rencontre les futurs membres de son groupe Ten Wanted Men.
Entre 1991 et 2001, il enregistre cinq albums solo et deux albums avec son groupe Ten Wanted Men. Il produit également pour les albums de son label Street Smart Records. Malgré l'influence qu'il a à l'époque sur la scène rap de Memphis, il reste underground.
En 1996, il rencontre Playa Fly, ex-rappeur du groupe Three 6 Mafia qui vient d'entrer en conflit avec son groupe. Ils commencent à collaborer ensemble et deviennent amis. La même année, il signe avec le label Select-O-Hits. Il loue alors un siège social pour son propre label Street Smart Records, qui comporte également un studio d'enregistrement et qu'il finit par ne plus pouvoir payer. Il se lance ensuite dans une bataille judiciaire pour garder le studio d'enregistrement de Street Smart Records, qu'il perd. Démuni de son siège social et de son studio, il se remet à magouiller et fait des allers et retours en prison durant quatre ans. Il est remis en liberté en 2005.
En 2006, il publie une réédition de sa mixtape Ashes 2 Ashes, Dust to Dust. Entre 2009 et 2010, il récupère les droits de ses albums et revient dans le sud de Memphis, où il se consacre principalement à sa vie de famille. Avec la démocratisation du partage de musique sur Internet, sa musique se popularise, ce qu'il ignore jusqu'en 2011, quand le DJ Diplo l'appelle pour jouer un concert à Philadelphie, son premier en dehors du sud des États-Unis. Désormais au courant de sa nouvelle popularité sur Internet, il vend sa musique sur eBay et se met à utiliser les réseaux sociaux. Il ne sort plus de nouveau disque mais continue de se produire en concert.

## Style musical
La musique de Tommy Wright III s'inscrit dans les courants gangsta rap et horrorcore,. Le Memphis Flyer le décrit comme « un des meilleurs paroliers de Memphis ». Ses paroles sont réputées pour leur violence et il est connu pour ses flows rapides, et en mesures binaires. Pour Jean-Pierre Labarthe, ses paroles contiennent une « atmosphère angoissante, glaçante, entièrement exclusive ».
Le Memphis Flyer décrit ses productions comme « croustillantes et remplies de batterie ». Selon Creative Loafing, ses productions sont lo-fi et comportent des backbeats « uniques ».

## Influence
Creative Loafing le décrit comme « un pionnier de la musique crunk, puis de la musique trap ». Selon Sermon 3 Recordings, il est « un père du rap de Memphis » et il influence Three 6 Mafia et Gucci Mane.
Dans les années 2010, Tommy Wright III connaît une résurgence de popularité. Des rappeurs tels que Kreayshawn, Lil B, Lil Ugly Mane, ASAP Rocky et Denzel Curry le citent comme une inspiration, et il exerce une grande influence sur la scène SoundCloud rap. Il commence également à être apprécié par les publics punk et skater, ainsi qu'en Europe,.
Tommy Wright III est samplé dans le morceau OG Beeper d'ASAP Rocky, dans le morceau Hard 2 Kill de Big Baby Tape ainsi que dans le morceau I'm That Girl de Beyoncé.